# HD 4088
HD 4088，又名CP-60 48，SAO 248238、HR 186，是一颗恒星，视星等为5.98，位于銀經304.92，銀緯-56.83，其B1900.0坐标为赤經0h 38m 12.5s，赤緯-60° -56.83′ 35″。